# جيف سالمونز
جيف سالمونز (بالإنجليزية: Geoff Salmons)‏ هو لاعب كرة قدم بريطاني في مركز نصف الجناح، ولد في 14 يناير 1948 في Mexborough ‏ في المملكة المتحدة. لعب مع ستوك سيتي وشيفيلد يونايتد وليستر سيتي ونادي تشيسترفيلد.